# 7365 Sejong
7365 Sejong (1996 QV1) là một tiểu hành tinh vành đai chính được phát hiện ngày 18 tháng 8 năm 1996 bởi K. Watanabe ở Sapporo. Nó được đặt theo tên King Sejong, the fourth king thuộc Joseon Dynasty ở Korea.